# ハヤルンダモン宮殿
『ハヤルンダモン宮殿』（ハヤルンダモンきゅうでん）は、2007年4月7日から2010年6月26日までテレビ愛知で放送された広報番組。全164回。

## 概要
架空の王国「ハヤルンダモン王国」の住人に扮した出演者たちが、東海3県の企業各社の製品や施設各所のサービスを紹介していた番組である。この番組以前に同枠で放送されていた『情報満載』から打って変わって、同番組はコント仕立てで制作されていたのが特徴。
番組は主に、出演者たちが宮殿をイメージした舞台でそれぞれの役を演じるパートと、出演者のいずれかが対象商品の販売元などを訪れる取材VTRのパートによって構成されていた。また、番組の中盤では当日公開予定の最新映画を映像付きで紹介する「ハヤルンダモンシアター」のコーナーを、番組のラストでは執事役の相澤伸郎が照明を落とした舞台の中で1人でフリートークをする「相沢執事のつぶやき」のコーナー（原文まま、放送末期では固有コーナー名無し）を放送していた。
放送開始当初は執事と侍女が王族の者たちに今世間で流行している、あるいはこれから流行しそうな物を提案するという主旨で行われていたが、次第にそういった要素は無くなり、王族自身も取材VTRのロケに参加する機会が増えていった。また、放送末期においてはテレビ愛知製作番組やテレビ東京製作番組の番宣も行われていた。

## 放送時間
いずれも日本標準時。
- 土曜 9:30 - 09:50 （2007年4月 - 2008年12月）
- 土曜 9:30 - 10:00 （2009年1月 - 2009年3月） - 9時50分枠の『どらぐら』が放送休止したのに伴い、一時放送枠が拡大。
- 土曜 9:30 - 09:50 （2009年4月 - 2010年3月） - 9時50分枠で『スポーツに夢中!!ユメスポ』がスタートするのに伴い、再び元の時間帯で放送。
- 土曜 9:30 - 10:00 （2010年4月 - 2010年6月） - 9時50分枠の『スポーツに夢中!!ユメスポ』が終了し、再び放送枠が拡大。

## 出演者
王女
演 - 横島アエリ（横島亜衿）
ハヤルンダモン王国の幼い王女。普段は宮殿内の玉座に就き、執事の相澤を呼びつけては無茶な注文を付けたり、時折辛辣な言葉を投げかけたりしていた。その一方で、取材VTR出演時には年相応の子供らしい一面を見せていた。父・国王の存在は長らく不明とされていたが、2010年5月29日放送分で名越王子たちとした会話の中で初めて存在が明かされた。ただし、国王は父の日にだけ宮殿に帰ってくるという設定であるため、彼が直接番組に登場したことは無い。最終回ではロケ先のハワイで体験したヒルトンホテルのタイムシェアをいたく気に入り、そのままタイムシェアで各国を渡り歩く諸国漫遊の旅に出てしまった。
演じた横島は後に2014年から2017年までAKB48チームBに在籍し、現在はソロで女優・タレント活動を行っている。2009年5月23日放送分では姉妹グループSKE48のリハーサルに潜入し、「大声ダイヤモンド」をメンバーと一緒に踊っていた。
王妃
演 - 水口美希（当時テレビ愛知アナウンサー）
ハヤルンダモン王国の王妃で、アエリ王女の母。女王ではなく王妃と称していたことから、この国の君主は彼女の夫であるものと見られる。しかし、夫は流行り物を求めて宮殿を留守にしているという設定であるため、彼が直接番組に登場したことは無い。物腰はお淑やかながらも悪ノリをすることがあり、王女と一緒になっては相澤をオチ担当へと持っていくことが多かった。後に役を演じる水口本人がテレビ愛知を退社することになったため、2009年12月26日放送分をもって降板した。
執事
演 - 相澤伸郎（テレビ愛知アナウンサー）
ハヤルンダモン王国の王宮執事で、番組の進行役および取材VTRのリポーターを務めていた。侍女の早川とともに王族たちの身の回りの世話をしていたが、プライベートでの生活態度がずぼらなので王族たちからの信頼は皆無に等しかった。さらには女性陣全員から仲間外れにされる、子役の横島や後輩アナウンサーの名越から「相澤」と呼び捨てにされるなど毎回散々な目に遭っていた。執事を解雇されかけたこともある。最終回では王族全員が宮殿からいなくなってしまったため、相澤が宮殿の残りのローンを支払い続ける破目になった。事あるごとに早川にアプローチしていたが、彼女からは毎回軽くいなされていた。
侍女
演 - 早川えみ
ハヤルンダモン王国の王宮侍女で、番組の序盤で放送される取材VTRのリポーターを務めていた。執事の相澤とともに王族たちの身の回りの世話をしていたが、全ての面において相澤よりも有能なので王族たちからの信頼は篤かった。一時期、相澤を異性として意識しているかのような素振りを見せていたことがあるが、その後は彼からのアプローチを煙たがる描写の方が多くなっていった。名越王子が登場するようになってからは彼に惚れているらしく、最終回ではハワイロケから宮殿へ帰ってくるやいなや王子を誘い、ともにハワイへ旅立っていった。
ジェイミー王子
演 - ジェイミー・デイビス
アエリ王女に恋焦がれる他国の王子で、番組の終盤で放送される取材VTRのリポーターを務めていた。王女に気に入られようと毎回街で様々なアイテムを探して回っていたが、典型的なボンボンなので常に父・国王の権力と懐を当てにしていた。後に役を演じるジェイミー本人が祖国で音楽活動をすることになったため、2008年3月29日放送分をもって降板した。
ワット伯爵
声 - 伊沢勉
ハヤルンダモン王国にある老紳士の姿をした銅像で、番組の終盤で放送される取材VTRのリポーターを務めていた。2008年4月5日放送分から出演。「ワーット? (What?)」が口癖で、ロケ先の広報担当者に詳細を求める時や心底驚いた時などにこれを口にしていた。彼は自らの意思で動いて街中を散策しているのだが、王女たちはその事を2008年10月以降になって気がついた。彼だけは最終回でも特にこれといったシナリオは用意されず、いつも通りに取材VTRのロケを進めていた。
王子
演 - 名越涼子（当時テレビ愛知アナウンサー）
美希王妃と入れ替わる形で登場したハヤルンダモン王国の王子。2010年1月9日放送分から出演。アエリ王女たちとともに宮殿パートに出演していたほか、相澤とともに「ハヤルンダモンNOW」のコーナーを担当していた。名越が『リボンの騎士』のサファイアのごとく男装しながら演じており、初登場時から侍女の早川に惚れられていた。当初はそれを嫌がっていたが、最終回ではハワイロケから帰ってきた早川の誘いに乗り、ともにハワイへ旅立っていった。

## スタッフ
- ナレーター - 改野由佳[3]（当時テレビ愛知アナウンサー）
- 衣裳協力 - AM@ZiNG （株式会社AMAZING）
- 制作協力 - アイプロ
- 制作著作 - テレビ愛知